# Arcane League of Legends (Soundtrack from the Animated Series)
«Arcane League of Legends (Soundtrack from the Animated Series)» es un álbum de banda sonora pop de varios artistas, perteneciente a la primera temporada de la serie animada de Netflix Arcane, ambientada en el universo ficticio de League of Legends. Fue publicado por partes conforme eran estrenados los episodios de la serie, antes de ser lanzado enteramente el 20 de noviembre de 2021, por medio de la división musical de Riot Games.
El álbum fue producido por el músico Alex Seaver y Sebastien Najand, compositor principal de Riot Games, y precedido por el sencillo «Enemy» del grupo de pop rock estadounidense Imagine Dragons y el rapero J.I.D.

## Composición
De acuerdo al cocreador de Arcane y director creativo de Riot Games, Christian Linke, luego de trabajar en todos los géneros musicales, decidió que era adecuado crear un álbum entero con canciones variadas y de géneros muy diferentes, catalogándolo como la culminación de todas las habilidades desarrolladas previamente en el apartado musical de la empresa para crear algo incomparable:

«Siempre quisimos que la música integrara el desarrollo desde el comienzo y no que se limitara a a etapa de postproducción, como suele ocurrir en el cine y en la TV.»
Christian Linke

Durante la preproducción del álbum, Christian Linke reclutó al músico Alex “Mako” Seaver para trabajar en la composición de algunos de los temas que aparecerían en la serie. Alex Seaver comenzó a trabajar con Riot Games desde el año 2016, escribiendo y produciendo el tema «Legends Never Die» de League of Legends y Agains The Current para la séptima edición del Campeonato Mundial de League of Legends en 2017. De acuerdo con él, luego de trabajar con Alex Temple en la partitura de la serie por 2 años y medio, era necesario elaborar una banda sonora pop con 11 canciones para acompañar la serie.
Para lograr que los temas encajaran en los episodios de la serie, Linke se acercó con Fortiche Productions para crear momentos y situaciones en los que el foco central fuese la música. Asimismo, el músico Sebastien Najand, quien es el principal compositor de Riot Games, se juntó con Alex “Mako” Seaver para producir conjuntamente el álbum:

«Cuando trabajas en Arcane la presión es inmensa. Los artistas son increíbles, al igual que su historia, la animación, la partitura y el sonido. Por lo que las canciones también deben de ser buenas. [...] Ya había hecho cinemáticas para Riot, videoclips y cosas por el estilo. Pero con Arcane, la dificultad adicional es que la canción es para una escena, para la historia.»

Finalmente, Mako explicó que él y Najand buscaron escribir las canciones de la misma forma que una partitura, integrarlas a diferentes situaciones o momentos, sin la necesidad de ser solamente canciones que acompañaran al lanzamiento de la serie. No obstante, para ambos fue complicado encontrar un balance que les permitiera mostrar la música como un recurso narrativo, pero que se sintieran como temas propios.

## Promoción
En redes sociales, Riot Games Music confirmó que el lanzamiento oficial del álbum se llevaría a cabo por partes. Las canciones saldrían conforme eran estrenados los episodios de Arcane, los cuales abarcaban tres episodios divididos en tres actos, con los temas publicados al día siguiente. Una vez que todas las canciones salieron a la luz, Riot Games Music publicó el álbum completo luego del estreno del «Act 3».
Con excepción del sencillo «Enemy», publicado previamente el 28 de octubre de 2021, las canciones fueron lanzadas de la siguiente forma:
- Act 1: «Playground», «Our Love», «Goodbye» – 6 de noviembre de 2021.[6]
- Act 2: «Dirty Little Animals», «Guns for Hire» – 13 de noviembre de 2021[7]
- Act 3: «Misfit Toys», «Dynasties and Dystopia», «Snakes», «When Everything Went Wrong», «What Could Have Been» – 20 de noviembre de 2021.[8]

### Sencillos
«Enemy» de la banda estadounidense Imagine Dragons y el rapero J.I.D, fue lanzado el 28 de octubre de 2021 por medio de KIDinaKORNER e Interscope Records como el tema central de la serie y único sencillo del álbum. La canción volvería a ser lanzada el 11 de noviembre de 2021, la cual sustituye el verso de J.I.D por un puente escrito e interpretado por el vocalista de la agrupación, Dan Reynolds.

## Recepción
En un artículo para la base de datos musical AllMusic, Neil Z. Yeung resumió: «La banda sonora de Arcane ofrece una experiencia de escucha muy inmersiva, destacando por su alcance, su inclusividad y su agudo sentido del oído para las decisiones artísticas interesantes.»

## Lista de canciones
| Arcane League of Legends (Soundtrack from the Animated Series) |                                                                         |                                 |          |  |
| N.º                                                            | Título                                                                  | Artista(s)                      | Duración |  |
| 1.                                                             | «Playground» (from the series Arcane League of Legends)                 | Bea Miller                      | 3:50     |  |
| 2.                                                             | «Our Love» (from the series Arcane League of Legends)                   | Curtis Harding Jazmine Sullivan | 3:38     |  |
| 3.                                                             | «Goodbye» (from the series Arcane League of Legends)                    | Ramsey                          | 3:51     |  |
| 4.                                                             | «Dirty Little Animals» (from the series Arcane League of Legends)       | BONES UK                        | 3:25     |  |
| 5.                                                             | «Enemy» (from the series Arcane League of Legends)                      | Imagine Dragons J.I.D           | 2:53     |  |
| 6.                                                             | «Guns for Hire» (from the series Arcane League of Legends)              | Woodkid                         | 4:22     |  |
| 7.                                                             | «Misfit Toys» (from the series Arcane League of Legends)                | Pusha T Mako                    | 3:09     |  |
| 8.                                                             | «Dynasties and Dystopia» (from the series Arcane League of Legends)     | Denzel Curry Gizzle Bren Joy    | 2:58     |  |
| 9.                                                             | «Snakes» (from the series Arcane League of Legends)                     | PVRIS MIYAVI                    | 2:41     |  |
| 10.                                                            | «When Everything Went Wrong» (from the series Arcane League of Legends) | Fantastic Negrito               | 3:13     |  |
| 11.                                                            | «What Could Have Been» (from the series Arcane League of Legends)       | Sting Ray Chen                  | 3:33     |  |
| 37:01                                                          |                                                                         |                                 |          |  |

## Créditos
Playground – Bea Miller
- Composición: Alexander Seaver, Sebastien Najand.
- Producción: Alex “Mako” Seaver, Sebastien Najand.
- Mezcla: Sebastien Najand.
- Masterización: Randy Merrill (“Sterling Sound”, NYC).

Bea Miller aparece por cortesía de Hollywood Records
Our Love – Curtis Harding, Jazmine Sullivan
- Composición: Curtis Harding, Sam Cohen.
- Producción: Sam Cohen.
- Mezcla: Sam Cohen.
- Masterización: Chris Gehringer (“Sterling Sound”, NYC).

Curtis Harding aparece por cortesía de Anti Records
Jazmine Sullivan aparece por cortesía de RCA Records
Goodbye – Ramsey
- Composición: Alexander Seaver.
- Producción: Alex “Mako” Seaver.
- Mezcla: Adam “Nolly” Getgood.
- Masterización: Sebastien Najand.

Ramsey aparece por cortesía de Ramsey Sound
Dirty Little Animals – BONES UK
- Compositores: Rosie Oddie, Carmen Vandenberg, Sebastien Najand.
- Producción: Sebastien Najand.
- Ingeniería: Sebastien Najand, Lyell Evans Roeder.
- Mezcla: Eric J.
- Masterización: Sebastien Najand.

BONES UK aparece por cortesía de Sumerian Records
Enemy – Imagine Dragons, J.I.D
- Composición: Dan Reynolds, Wayne Sermon, Ben McKee, Daniel Platzman, Robin Fredriksson, Mattias Larsson, Justin Tranter, Destin Route.
- Producción: Mattman & Robin (Wolf Cousins Productions).
- Mezcla: Serban Ghenea (“MixStar Studios”).
- Masterización: Randy Merrill (“Sterling Sound”, NYC).
- Ingenieros de Sesión: Ben Sedano (“Conway Studios”), John Hanes.

Imagine Dragons aparece por cortesía de KIDinaKORNER/Interscope Records
J.I.D aparece por cortesía de Dreamville/Interscope Records
Guns for Hire – Woodkid
- Composición: Alexander Seaver.
- Producción: Alex “Mako” Seaver.
- Mezcla: Chris Tabron.
- Masterización: Dave Kutch (“Mastering Place”).

Woodkid aparece por cortesía de Virgin Records
Misfit Toys – Pusha T, Mako
- Compositores: Terence Thornton, Alexander Seaver, Joshua Goods, Sebastien Najand.
- Producción: Alex “Mako” Seaver, Sebastien Najand.
- Mezcla: Leslie Brathwaite.
- Masterización: Sebastien Najand.

Pusha T aparece por cortesía de GOOD Music/Def Jam Recordings
Dynasties and Dystopia – Denzel Curry, Gizzle, Bren Joy
- Composición: Denzel Curry, Glenda Proby, Brennen Joy.
- Producción: Sebastien Najand.
- Mezcla: Sebastien Najand.
- Masterización: Randy Merrill (“Sterling Sound”, NYC).

Denzel Curry aparece por cortesía de Loma Vista Recordings
Bren Joy aparece por cortesía de Warner Records
Gizzle aparece por cortesía de TheGZLCompany
Snakes – PVRIS, MIYAVI
- Composición: Lyndsey Gerd Gunnulfsen, Takamasa Ishihara.
- Producción: JT Daly
- Mezcla: Adam Hawkins
- Masterización: Randy Merrill (“Sterling Sound”, NYC).

PVRIS aparece por cortesía de Warner Records
MIYAVI aparece por cortesía de Virgin Music
When Everything Went Wrong – Fantastic Negrito
- Composición: Xavier Dphrepaulezz.
- Producción: Xavier Dphrepaulezz.
- Mezcla: Matt Winegar.
- Masterización: Randy Merrill (“Sterling Sound”, NYC).

Fantastic Negrito aparece por cortesía de Angry Ant Publishing
What Could Have Been – Sting, Ray Chen
- Composición: Alexander Seaver.
- Producción: Alex “Mako” Seaver.
- Mezcla: Robet Orton.
- Masterización: Mike Bozzi (“Bernie Grundman Mastering”).

Sting aparece por cortesía de A&M Records
Ray Chen aparece por cortesía de Decca Records

## Listas de Popularidad

### Listas Semanales
| Lista (2021 – 2024)                                  | Máxima posición |
| ---------------------------------------------------- | --------------- |
| Bélgica (Belgian Albums) - Ultratop Wallonia         | 165             |
| Finlandia (Finnish Albums) - Suomen Virallinen Lista | 7               |
| Nueva Zelanda (New Zealand Albums) - RMNZ            | 37              |
| Noruega (Norwegian Albums) - VG-lista                | 9               |
| Reino Unido (UK Album Downloads) - OCC               | 37              |
| Reino Unido (Soundtrack Albums) - OCC                | 1               |
| Estados Unidos (Billboard 200)                       | 94              |
| Estados Unidos (US Soundtrack Albums)                | 3               |

### Listas de Fin de Año
| Lista (2022)                          | Máxima posición |
| ------------------------------------- | --------------- |
| Estados Unidos (US Soundtrack Albums) | 5               |